# Újpetre
Újpetre (németül: Ratzpeter) község Baranya vármegyében, a Siklósi járásban.

## Fekvése
Villánytól északnyugatra, Siklóstól északkeletre helyezkedik el. A szomszédos települések: észak felől Peterd és Pécsdevecser, kelet felől Kiskassa, délkelet felől Palkonya, délnyugat felől Vokány, északnyugat felől pedig Kisherend.

### Megközelítése
Legfontosabb közúti megközelítési útvonala a Pécs-Siklós közti 5711-es út; Villánnyal az 5707-es út, Pécsdevecserrel pedig az 57 127-es számú mellékút köti össze.
Vasútvonal nem érinti; a legközelebbi vasúti csatlakozási lehetőség a Pécs–Mohács-vasútvonal Vokány megállóhelye, körülbelül 5 kilométerre délnyugatra.

## Története
Az Árpád-kori település nevét már 1296-ban említették az oklevelek Petre néven, mint a Győr nemzetségbeli Konrád ispán (comes Corradus de Ovari) birtokát, aki a Győr nemzetség Óvári-Kéméndi ágából származott. Később a birtokot Henrik bán fia János foglalta el. Károly Róbert király azonban visszaadta azt Konrád comes unokáinak. 1330-ban Petri birtokán Konrád ispán unokái megosztoztak. A falu a török megszállás alatt, és a később itt folyó csatározások miatt elnéptelenedett. A 18. század elején rácok költöztek a faluba, s ekkortól a település neve is megváltozott Rácpetrire.
1933-ban vette fel a település mostani nevét, az Újpetre nevet.
2001-ben lakosságának 7,7%-a német, 1,5%-a cigány, 0,3%-a horvát, a többi magyar volt.

## Idegen elnevezései
A település német neve Ratzpeter (vagyis Rácpéter), ami a falu korábbi lakosaira, a rácokra, avagy szerbekre vonatkozik. Horvátul két elnevezése ismert. A töttösi horvátok Petrának, a belvárdgyulai horvátok Racpetrának nevezték a települést.

## Közélete

### Polgármesterei
- 1990–1994: Jávorka Csaba (független)[4]
- 1994–1998: Gerlach Gábor (független)[5]
- 1998–2002: Gerlach Gábor (független)[6]
- 2002–2006: Gaszt Árminné (független)[7]
- 2006–2010: Gaszt Árminné (független)[8]
- 2010–2014: Gaszt Árminné (független)[9]
- 2014–2019: Gaszt Árminné (független)[10]
- 2019–2024: Kraft Ferenc Tibor (független)[11]
- 2024– : Kraft Ferenc Tibor (független)[1]

## Népesség
A település népességének változása:
| Lakosok száma | 1007 | 981  | 956  | 935  | 972  | 959  | 974  | 972  |
|               | 2013 | 2014 | 2015 | 2019 | 2021 | 2022 | 2023 | 2024 |

A 2011-es népszámlálás során a lakosok 91,4%-a magyarnak, 5,1% cigánynak, 0,8% horvátnak, 16,3% németnek mondta magát (8,5% nem nyilatkozott; a kettős identitások miatt a végösszeg nagyobb lehet 100%-nál). A vallási megoszlás a következő volt: római katolikus 58,5%, református 11,6%, evangélikus 0,2%, görögkatolikus 0,4%, felekezeten kívüli 10,2% (18,4% nem nyilatkozott).
2022-ben a lakosság 88,2%-a vallotta magát magyarnak, 17,2% németnek, 4,3% cigánynak, 0,5% horvátnak, 0,2% ukránnak, 0,2% szerbnek, 0,1% románnak, 1,3% egyéb, nem hazai nemzetiségűnek (11,3% nem nyilatkozott; a kettős identitások miatt a végösszeg nagyobb lehet 100%-nál). Vallásuk szerint 36,9% volt római katolikus, 7,2% református, 0,6% görög katolikus, 0,3% egyéb keresztény, 0,7% egyéb katolikus, 15% felekezeten kívüli (39% nem válaszolt).

## Nevezetességei

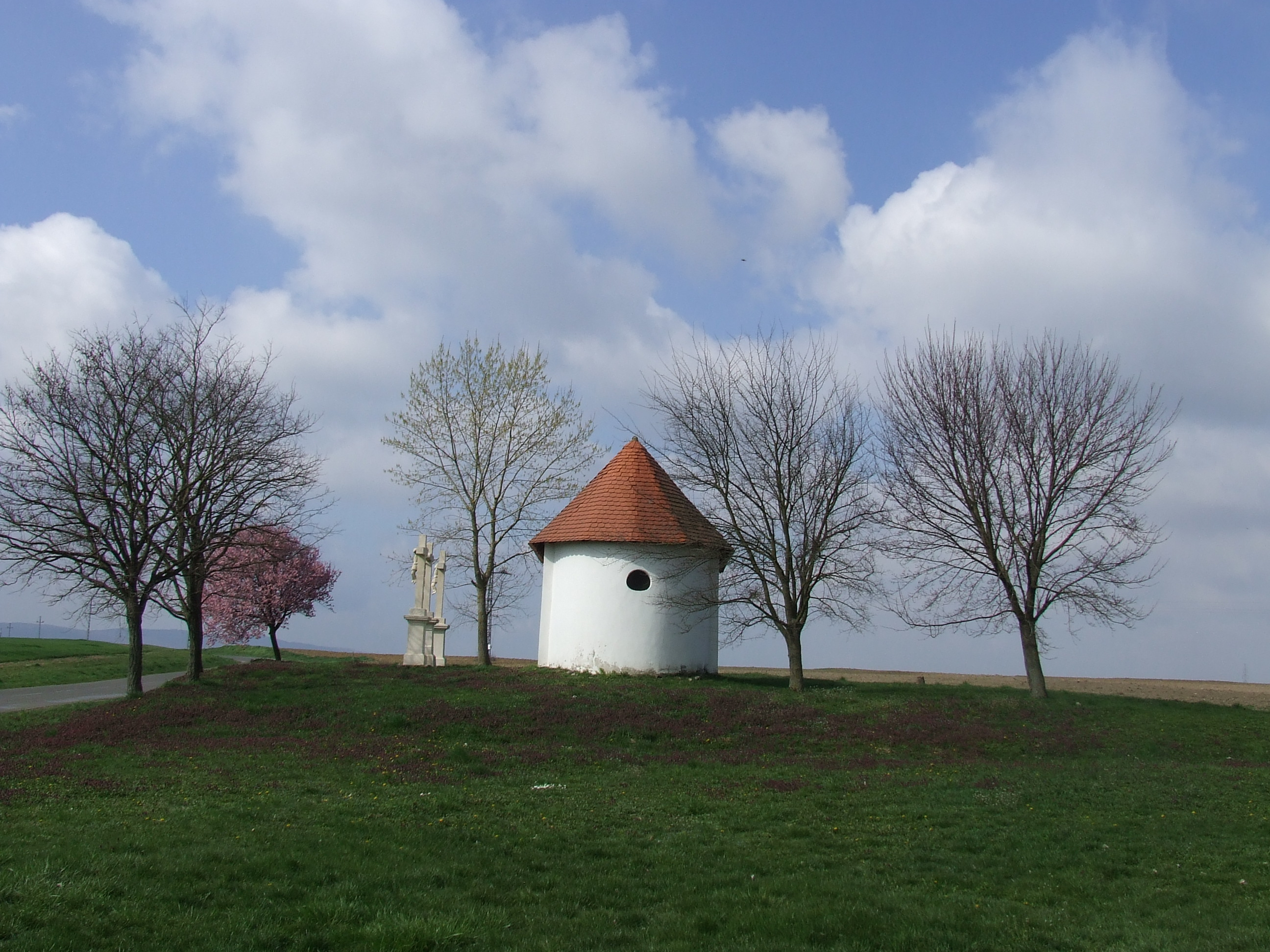
kápolna a község határában

- Római katolikus temploma – 1762-ben épült Batthyány Károly kezdeményezésére.
- traktormúzeum (7776 Újpetre, Jókai tér 9.)[14]

## Légi felvételek

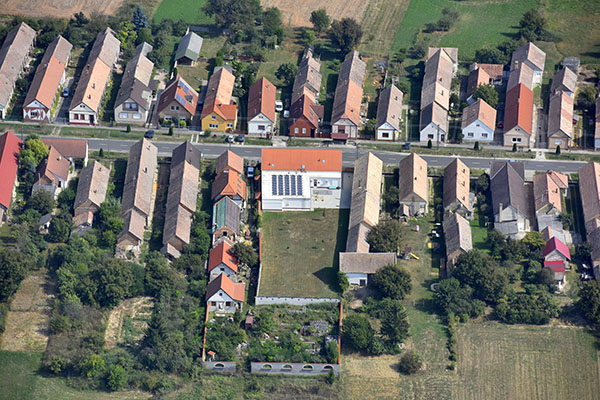
Újpetre légi felvételen
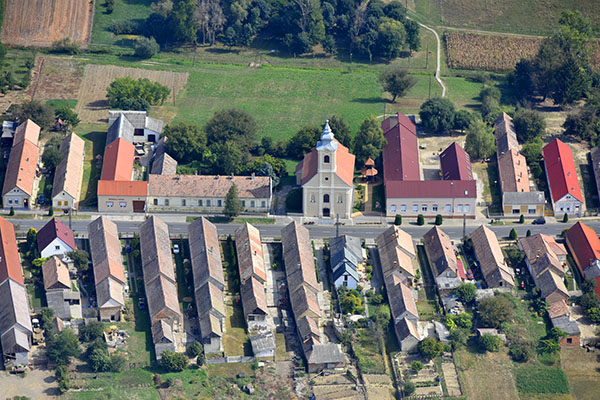
Újpetre, templom légi felvételen
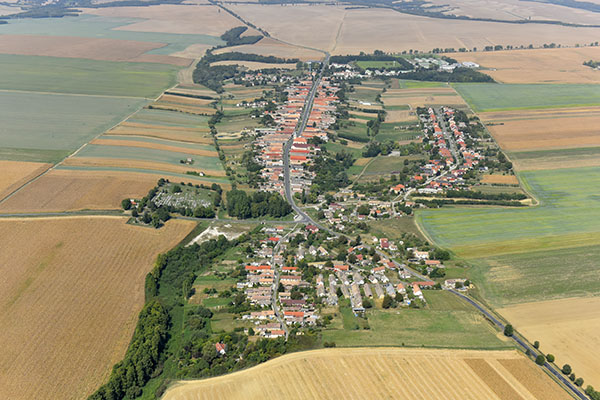
Újpetre látképe madártávlatból
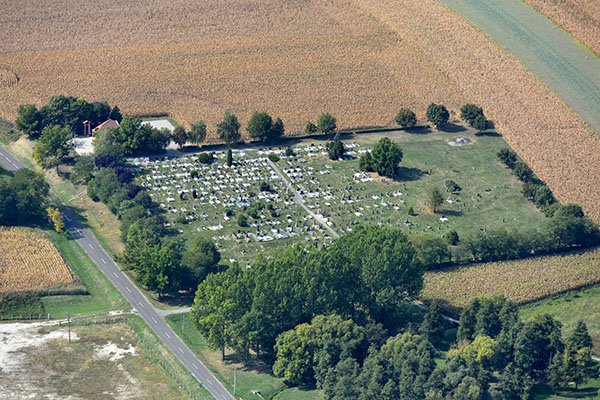
Újpetre, temető a magasból
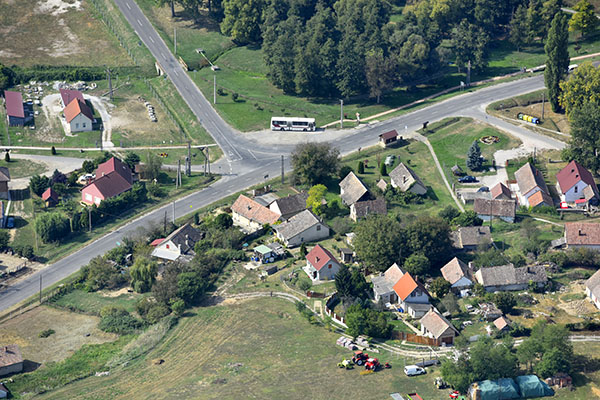
Újpetre - légi fotó
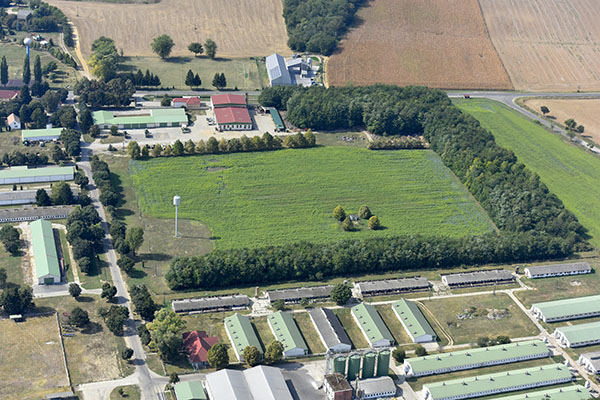
Újpetre a levegőből

## Külső hivatkozások
- Újpetre Önkormányzatának honlapja
- Kistótfalu – Újpetrei Református Társegyházközség honlapja